# 威利·梅塞施密特
威廉·艾梅爾·“威利”· 梅塞施密特（德語：Wilhelm Emil "Willy" Messerschmitt，1898年6月26日—1978年9月15日），德國飛機設計家和製造家。梅塞施密特出生在德國法蘭克福，生父是一位酒商，繼父卡爾·馮·馬爾則是任教於慕尼黑藝術學院的美國教授。他是1938年第二届德国国家艺术与科学奖获奖者。
梅塞施密特因與華特·雷特爾共同研發的Bf 109戰鬥機聞名，該機在二次世界大戰中成為德國空軍最重要的戰鬥機。直至今日，它仍然是產量最多的戰鬥機，大約有35,000架。另一架梅塞施密特所設計的飛機－Me 209戰鬥機，則打破了活塞螺槳飛機平飛速度的世界絕對記錄。他的公司梅塞施密特也製造了世界第一種服役的噴射戰鬥機，但其本人並沒有親自參與設計。

## 創業初期
1932年梅塞施密特於奥格斯堡創立了屬於自己的公司。初期，梅塞施密特只建造一些滑翔機，但兩年後便著手研發競賽用和遊憩用動力飛機。梅塞施密特的事業於1927年接獲巴伐利亞飛機製造廠（簡稱BFW）對梅塞施密特 M17和梅塞施密特 M18的訂單時達到頂峰，巴伐利亞當局甚至希望兩家公司能夠合併。然而在1928年，梅塞施密特 M20輕型運輸機的墜機意外卻重重地打擊了BFW和梅塞施密特本人。兩架漢莎航空的M20在成交不久便先後發生意外，導致漢莎航空取消所有此型號的訂單。這件事讓梅塞施密特的公司出現嚴重的週轉不靈，便於1931年破產。M20的墜機事故也造就了梅塞施密特最大的敵人－艾爾哈德·米爾希。這位漢莎航空的老闆因為在一次M20的墜機事故中失去了他的摯友所以對梅塞施密特懷恨在心。

## 納粹德國和二次大戰
1933年納粹政府建立帝國航空部，由米爾希擔任部長，志在振興德國航空業並讓BFW起死回生。梅塞施密特和羅伯特·魯塞爾共通合作為重振公司設計出一架下單翼機，名為 “Bf 108颱風式”。隔年，梅塞施密特根據Bf 108的特點設計出了Bf 109戰鬥機
然而，梅塞施密特卻幾乎無法在米爾希的眼皮底下拿到政府的訂單，無法在國內生存的他只好轉而向羅馬尼亞簽訂協議，出售M37和梅塞施密特 M36運輸機。當米爾希得知此事，他公開指責梅塞施密特為叛國賊，並命令蓋世太保去質問梅塞施密特和公司的其他成員。幸好，梅塞施密特和納粹高官鲁道夫·赫斯和赫尔曼·戈林有著密切的聯繫才能讓後來的審問不了了之。
Bf 109戰鬥機於1936年贏得了帝國航空部所舉辦的單座戰鬥機大賽，從而成為德國空軍最主要的戰鬥機機型，之後的Bf 110也脫穎而出，成為多用途戰鬥機的贏家。梅塞施密特的公司從此成為德國重整軍備的關鍵部分。
1938年7月11日梅塞施密特被任命為BFW的董事長和總經理，而公司也重新命名為梅塞施密特股份公司。同一年，梅塞施密特公司開始進行Me 262戰鬥機和用來替代Bf 110的Me 210重型戰鬥機的研究。Me 210在開發過程中出現許多問題，直到後來的Me 410才獲得解決，可是這一延遲卻傷害了梅塞施密特和以他為名的公司的信譽。

## 戰後
因為被控奴役勞工，梅塞施密特入監服刑兩年。出獄後的梅塞施密特重新执掌他的公司，但是因為德國被禁止生產航空器直到1955年，梅塞施密特公司轉而生產裁縫車和小型汽車。因為他的才能，梅塞施密特應邀為西班牙設計Hispano HA-200教練機，直到禁令解除，重新回到德國製造Fiat G.91攻擊機和洛克希德的F-104星式戰鬥機。爾後他還設計了Helwan HA-300超音速攔截機。
梅塞施密特於1970年退休，8年後去世於慕尼黑的一家醫院中。